# Truus (Sängerin)

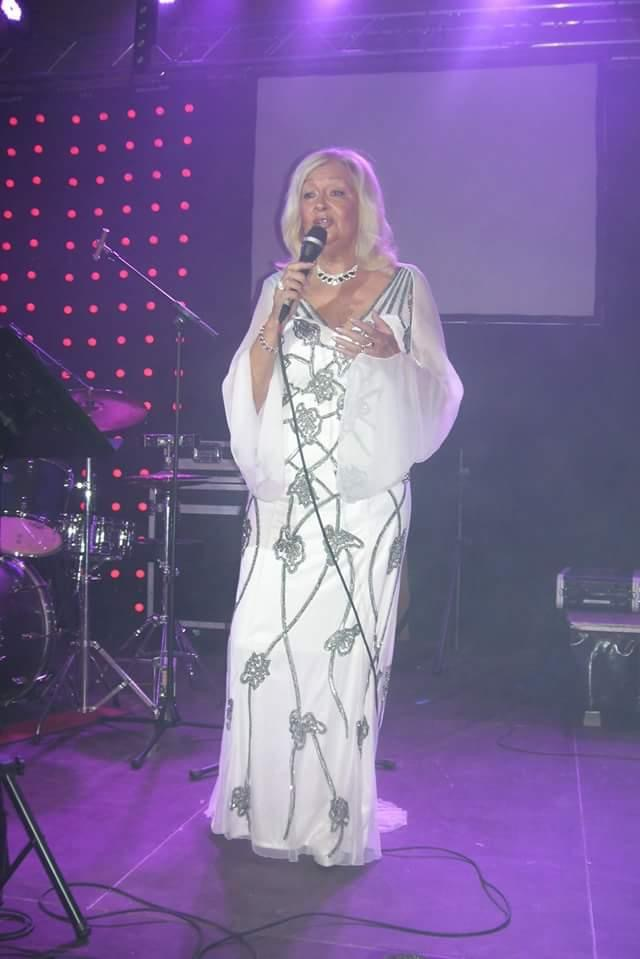
Truus, 2015

Truus, geboren als Gertrudis Vereecken (* 6. Juli 1949  in Geraardsbergen), ist eine flämische Schlagersängerin, welche ihre aktive Zeit zwischen 1965 und 1975 hatte. 
Ihre bekanntesten Lieder sind Eenzaam, Een roze-rode appelboom, Alle Schotten und Van een droom alleen kan je niet leven.  Der Titel Ik hou nog zoveel van jou war ein Hit aus dem Jahr 1975, der 2007 durch die Schlagersängerin Laura Lynn gecovert wurde.
Truus hatte zwischen 1969 und 1975 16 Titel in der Hitparade, darunter zwei Nummer-eins-Hits.

Im März 2012 feierte Truus ihr Comeback und stand zum ersten Mal nach 35 Jahren wieder auf der Bühne.
Truus ist die Kurzform von Gertrudis.

## Privatleben
Sie war zu Ende der 1970er Jahre mit dem belgischen Schlagersänger Willy Sommers liiert. Aus dieser Beziehung stammt eine Tochter. Zwischen 2015 und 2018 kämpfte sie mit einer Krebserkrankung.

## Charterfolge
- „Alle Schotten“, 1969 (auf dem ersten Platz im Februar 1969)
- „Achter de koulissen van Parijs“, 1969
- „De stille zee“, 1970
- „Een roze-rode appelboom“, 1970
- „Maria José“, 1970
- „Duifje“, 1971
- „Van een droom alleen kan je niet leven“, 1971
- „Zondagsstraten“, 1971
- „Schabalala“, 1971
- „Ik ben wie ik ben“, 1972
- „Hey Joe Mc Kenzie“, 1972
- „Ca c’est la vie“, 1973
- „Eenzaam“, 1974 und 1975 (auf dem ersten Platz im  März 1975)
- „Ik hou nog zoveel van jou“, 1975
- „Je bent maar half meer van mij“, 975
- „Kom naar mij“, 1976